# Magelang

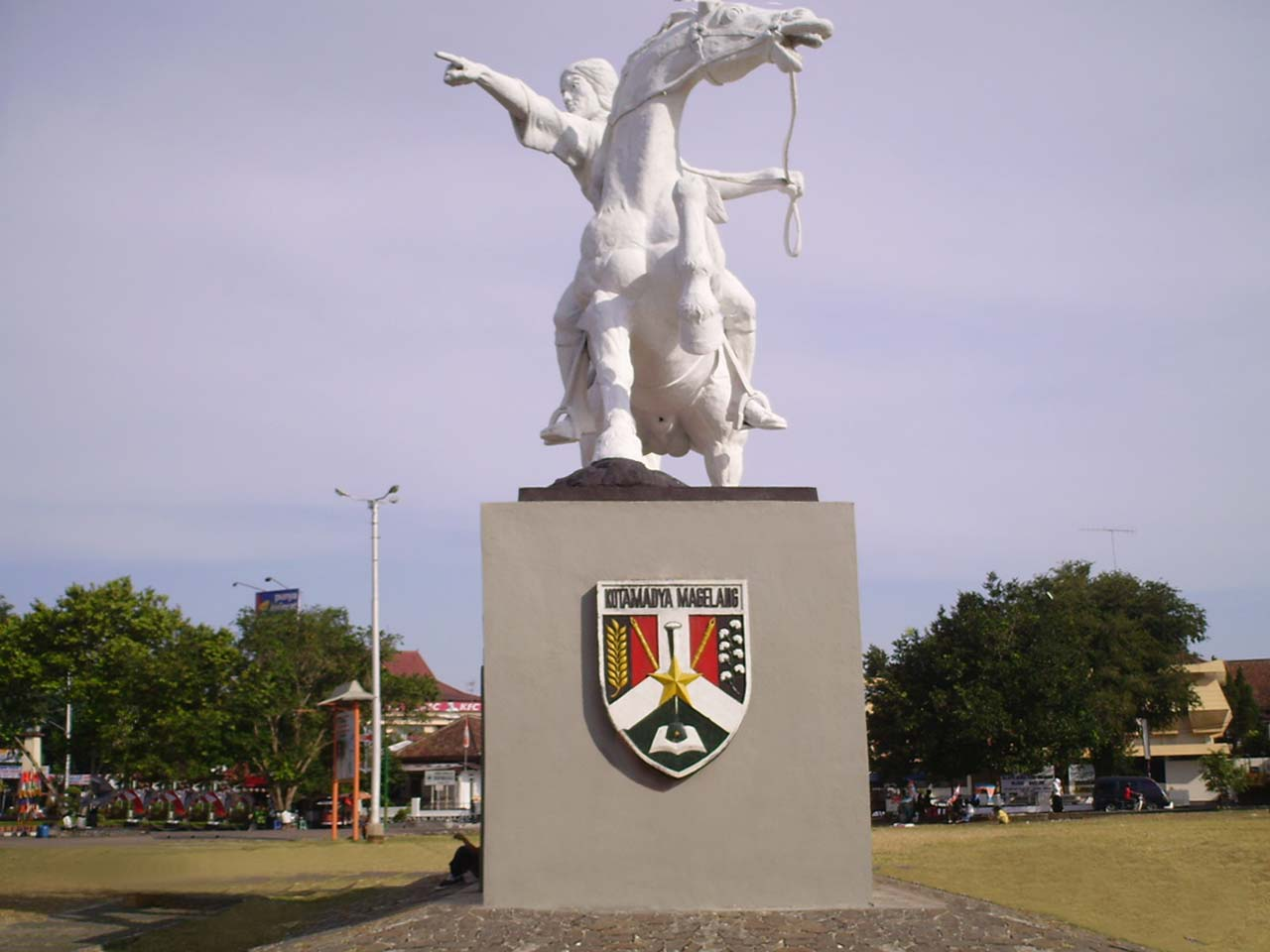
Magelang alun

Magelang ist eine Stadt in Indonesien auf der Insel Java mit etwa 118.000 Einwohnern.

## Geographie

### Lage
Magelang ist die größte Stadt im Kedu-Becken der Provinz Zentraljava. Die autonome Stadt liegt zwischen mehreren, teilweise über 3000 Meter hohen Vulkanen. Westlich befindet sich der Sumbing und östlich die drei Vulkane Telomoyo, Merbabu und der Merapi. Yogyakarta liegt etwa 40 Kilometer südlich und die Provinzhauptstadt Semarang etwa 60 Kilometer in nördlicher Richtung. Die Landeshauptstadt Jakarta liegt 670 km in westnordwestlicher Richtung. Der Fluss Progo fließt im Westen an der Stadt vorbei in Richtung Indischer Ozean.
Das Munizipium erstreckt sich zwischen 110°12′30″ und 110°12′52″ ö. L. sowie zwischen 7°26′18″ und 7°30′9″ s. Br. Er ist ringsum vom gleichnamigen Rgeirungsbezirk (Kabupaten Magelang) umgeben. Magelang ist hinsichtlich Fläche und Bevölkerung die kleinste der sechs autonomen Städte der Provinz, nimmt aber bei der Bevölkerungsdichte den zweiten Platz (hinter Surakarta) ein.

## Verwaltungsgliederung
Die verwaltungstechnisch einer Provinz gleichgestellte Stadt (indonesisch Kota) wird administrativ in drei Kecamatan unterteilt, die nach Himmelsrichtungen benannt sind. Eine weitere Unterteilung erfolgt in 17 Kelurahan (Dörfer urbanen Charakters) mit 192 Rukun Warga (RW, Weiler) und 1.031 Rukun Tetangga (RT, Nachbarschaften)
| Code 1   | Kecamatan Distrikt | Ibu Kota Verwaltungssitz | Fläche (km²) | Einwohner Census 2010 2 | Volkszählung 2020 | Volkszählung 2020 | Volkszählung 2020 | Anzahl der Kelurahan 6 |
| Code 1   | Kecamatan Distrikt | Ibu Kota Verwaltungssitz | Fläche (km²) | Einwohner Census 2010 2 | Einwohner 3       | 0Dichte 40        | Sex Ratio 5       | Anzahl der Kelurahan 6 |
| -------- | ------------------ | ------------------------ | ------------ | ----------------------- | ----------------- | ----------------- | ----------------- | ---------------------- |
| 33.71.01 | Magelang Selatan 7 | TidarSelatan             | 7,13         | 39.679                  | 40.215            | 5.640,3           | 101,23            | 6                      |
| 33.71.02 | Magelang Utara 8   | Kramat Selatan000        | 6,29         | 35.501                  | 37.086            | 5.896,0           | 97,53             | 5                      |
| 33.71.03 | Magelang Tengah 9  | Cacaban                  | 5,12         | 43.047                  | 44.225            | 8.637,7           | 96,28             | 6                      |
| 33.71    | Kota Magelang      | Magersari                | 18,54        | 118.227                 | 121.526           | 6.554,8           | 98,27             | 17                     |

## Demographie
Zur Volkszählung im September 2020 lebten in Kota Magelang 121.526 Menschen, davon 61.292 Frauen (50,44 %) und 60.234 Männer. Gegenüber dem letzten Census (2010) stieg der Frauenanteil um 1,12 Prozent. 70,89 % (86.145) gehörten 2020 zur erwerbsfähigen Bevölkerung; 20,06 % waren Kinder (bis 14 Jahre) und 9,06 % im Rentenalter (ab 65 Jahren).
Ende 2021 bekannten sich 85,57 Prozent der Einwohner zum Islam, Christen waren mit 13,92 % (11.337 ev.-luth. / 6.376 röm.-kath.) vertreten, 0,42 % waren Buddhisten und  0,08 % Hindus. Zur gleichen Zeit waren von der Gesamtbevölkerung 44,88 % ledig; 45,31 % verheiratet; 2,66 % geschieden und 7,15 % verwitwet.

### Bevölkerungsentwicklung
| Datum          | Fläche (km²) | Einwohner  | Einwohner  | Einwohner  | Bevölke- rungsdichte (Einw. je km²) | Sex Ratio (Männer pro 100 Frauen) |
| Datum          | Fläche (km²) | 00Männer00 | 00Frauen00 | 00gesamt00 | Bevölke- rungsdichte (Einw. je km²) | Sex Ratio (Männer pro 100 Frauen) |
| -------------- | ------------ | ---------- | ---------- | ---------- | ----------------------------------- | --------------------------------- |
| 0031.12.202000 | 17,00        | 64.027     | 66.102     | 130.129    | 7.655,00                            | 96,96                             |
| 30.06.2021     | 16,06        | 63.964     | 66.092     | 130.056    | 8.098,13                            | 96,79                             |
| 31.12.2021     | 18,56        | 62.691     | 64.560     | 127.251    | 6.856,20                            | 97,11                             |
| 30.06.2022     | 18,56        | 62.863     | 64.603     | 127.466    | 6.867,78                            | 97,31                             |

| SP/SUPAS      | 1971       | 1980       | 1990       | 1995       | 2000       | 2005       | 2010       | 2015       | 2020       |
| ------------- | ---------- | ---------- | ---------- | ---------- | ---------- | ---------- | ---------- | ---------- | ---------- |
| Kota Magelang | 110.308    | 123.484    | 123.213    | 123.800    | 116.800    | 124.374    | 118.227    | 120.769    | 121.526    |
| Anteil %      | 0,50 %     | 0,49 %     | 0,43 %     | 0,40 %     | 0,39 %     | 0,38 %     | 0,32 %     | 0,36 %     | 0,33 %     |
| Provinsi      | 21.877.081 | 25.372.889 | 28.521.692 | 31.223.258 | 29.653.266 | 32.382.657 | 36.516.035 | 33.753.023 | 36.742.501 |

- Bevölkerungsentwicklung der Kota Magelang von 1971 bis 2020
- Ergebnisse der Volkszählungen Nr. 3 bis 8 – Sensus Penduduk (SP)
- Ergebnisse von drei intercensalen Bevölkerungsübersichten (1995, 2005, 2015) – Survei Penduduk Antar Sensus (SUPAS)[8]

## Geschichte
Die Stadt wurde am 11. April 907 gegründet. In der Nähe befindet sich historisch die alte buddhistische Tempelanlage Borobudur, ein UNESCO-Weltkulturerbe.
Der Freiheitskämpfer Diponegoro wurde hier während des Javakrieges (1825–1830) verhaftet.

## Einrichtungen
Seit der Kolonialzeit, als die Stadt zu Niederländisch-Indien gehörte, ist Magelang Militärstandort. Es gibt eine Militärakademie und eine Militärhochschule in der Stadt, sowie mehrere Universitäten.

## Söhne und Töchter der Stadt
- Hans Anton Maurenbrecher (1910–1966), niederländischer Einhandsegler
- Boediardjo (1921–1997), indonesischer Offizier, Diplomat und Politiker
- Marijke Merckens geb. Ouwejan (1940–2023), niederländische Schauspielerin und Sängerin
- Dorothea Rosa Herliany (* 1963), indonesische Schriftstellerin
- Zelin Resiana (* 1972), indonesische Badmintonspielerin
- Lenny Permana (* 1975), australische Badmintonspielerin
- Kurniawan Dwi Yulianto (* 1976), indonesischer Fußballspieler
- Andre Kurniawan Tedjono (* 1986), indonesischer Badmintonspieler
- Dian Fitriani (* 1993), indonesische Badmintonspielerin